# Stazione di Berlino Görlitz
La stazione di Berlino Görlitz (in tedesco Berlin Görlitzer Bahnhof) era una stazione ferroviaria terminale di Berlino.
Si trovava nel quartiere di Kreuzberg; è stata dismessa e demolita da decenni, ma una stazione della linea U1 della metropolitana ne conserva il nome.

## Storia
La stazione fu aperta al traffico il 13 giugno 1866, come capolinea della prima tratta (fino a Cottbus) della ferrovia per Görlitz (Görlitzer Bahn).
Il monumentale fabbricato viaggiatori fu progettato dall'arch. August Orth.
La stazione non divenne mai una delle maggiori della città. Era penalizzata dalla mancanza di un interscambio con la rete della S-Bahn, la trafficata ferrovia urbana. La stazione era servita dalla U-Bahn, ma con un interscambio scomodo e poco utile.
Nel 1949, con la divisione della città in quattro settori, il Görlitzer Bahnhof venne a trovarsi nel settore americano. Pertanto la Deutsche Reichsbahn, la compagnia ferroviaria statale d'anteguerra ora gestita dalle autorità orientali, decise di deviare il traffico a lunga percorrenza sulle stazioni Ostbahnhof e Lichtenberg, site nel settore sovietico.
Rimase al Görlitzer Bahnhof il servizio suburbano (a vapore) per Königs Wusterhausen. Il 29 aprile 1951 quella tratta fu elettrificata ed inserita nella rete S-Bahn, e pertanto il Görlitzer Bahnhof rimase attivo solo per lo scarso servizio merci, soppresso definitivamente nel 1985.
La vasta area della stazione passeggeri rimase abbandonata in attesa di un utilizzo. I piani prevedevano la costruzione di un'autostrada urbana diretta verso sud-ovest (la cosiddetta Südtangente), per far posto alla quale si abbatté il pregevole fabbricato viaggiatori, ma la presenza del Muro di Berlino poco distante ne rendeva impossibile la realizzazione.
I progetti mutarono solo negli anni ottanta, con la grande esposizione di architettura "IBA 84". Sull'area della stazione furono realizzati la piscina coperta Spreewaldbad e il vasto Görlitzer Park.

## La stazione dellaU-Bahn
La fermata Görlitzer Bahnhof della U-Bahn fu aperta nel 1902 con la prima tratta della rete (oggi U1), con il nome Oranienstraße.
Nel 1926 cambiò il nome in Görlitzer Bahnhof (Oranienstraße) pur trovandosi ad alcune centinaia di metri dalla stazione ferroviaria.
La fermata mantenne il suo nome (dal 1982 semplicemente Görlitzer Bahnhof) anche dopo la chiusura della stazione ferroviaria. È da tempo in discussione la ridenominazione in Görlitzer Park.

## LaGörlitzer Bahnhofin letteratura
È dalla Görlitzer Bahnhof che i due protagonisti del romanzo di Theodor Fontane Irrungen, Wirrungen, Lene e Botho, partono per la scampagnata che costituisce il culmine del loro rapporto affettivo, diretti al Hankels Ablage, e da essa ritornano in Berlino.